# Xein-Maidan
Xein-Maidan (en rus: Шейн-Майдан) és un poble de la República de Mordòvia, a Rússia, segons el cens del 2010 tenia 242 habitants, pertany al municipi d'Atiàixevo.